# تشيكايوكي موتشيدزكي
تشيكايُوكي موتشيدْزُكي (باليابانية: 望月 慎之) (20 مايو 1972 في شيزوكا في اليابان – )؛ هو لاعب كرة قدم ياباني سابق كان يلعب كلاعب وسط.

## وصلات خارجية
- تشيكايوكي موتشيدزكي على موقع رابطة كرة القدم اليابانية للمحترفين (اليابانية)
- تشيكايوكي موتشيدزكي على موقع عالم كرة القدم.نت (الإنجليزية)